# Christian-Weise-Bibliothek
Die Christian-Weise-Bibliothek Zittau ist ein Teil der Kultur- und Weiterbildungsgesellschaft mbh Löbau-Zittau. Sie setzt sich aus dem wissenschaftlichen Altbestand, der öffentlichen Bibliothek und der Kreisergänzungsbibliothek zusammen.
Zu den wertvollsten Stücken des Altbestandes gehören die sieben Zittauer Missalien. Unter den 45.000 Medien des Altbestandes befinden sich wertvolle Sammlungen, wie die Christian Weises, und Nachlässe. Ebenso von zeitgeschichtlichem Rang sind die 4500 Leichenpredigten. Die Sammlung der Lusatica enthält einmalige Quellen zur Geschichte der Oberlausitz.

## Geschichte

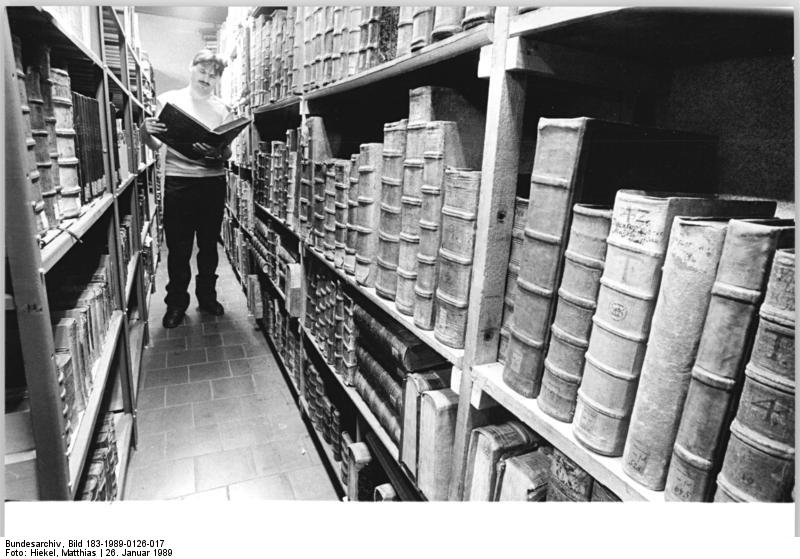
Blick in die Bibliothek (1989)

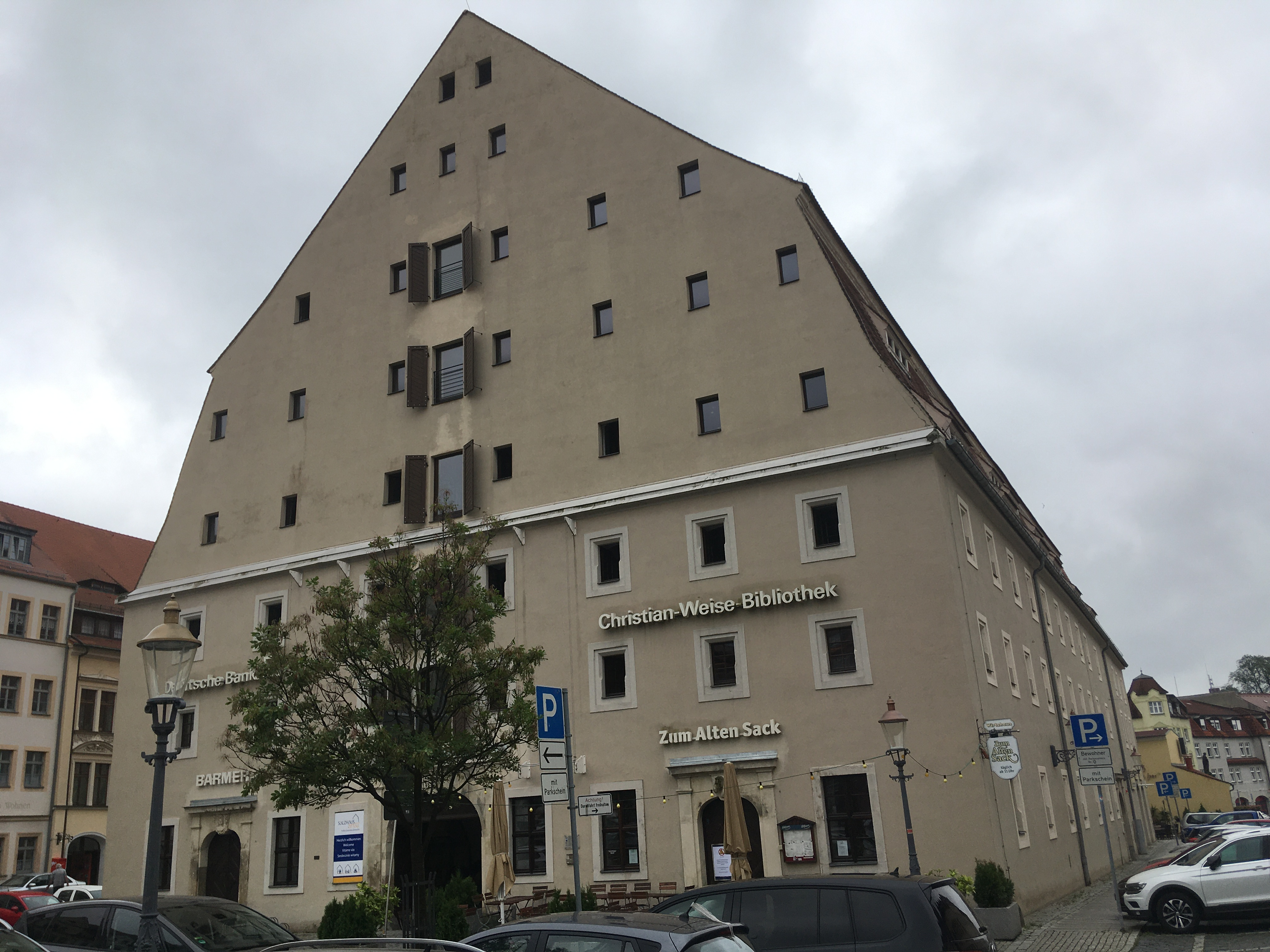
Christian-Weise-Bibliothek im Salzhaus

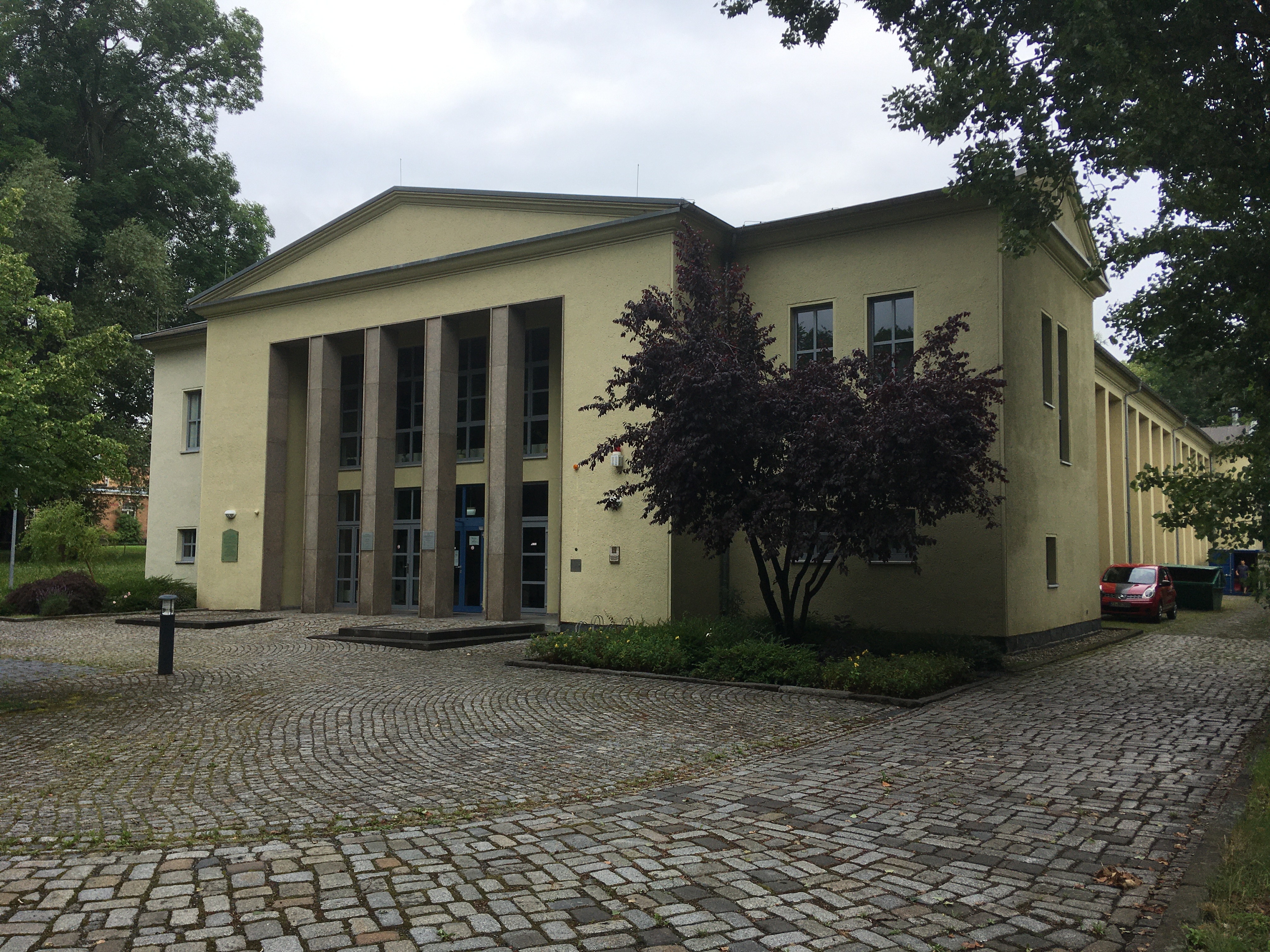
Altbestand, Lisa-Tetzner-Str. 11

Die Anfänge der Bibliothek gehen in das Jahr 1564 zurück, als der Rat zu Zittau Teile der Büchersammlung des säkularisierten Franziskanerklosters übernahm. Ihr erstes Domizil erhielt die Ratsbibliothek im Jahre 1607. Während seiner Amtszeit als Rektor des Gymnasiums leitete Christian Weise von 1678 bis zu seinem Tode 1708 auch die Ratsbibliothek. Er erweiterte die Büchersammlung maßgeblich. 1661 veranlasste Bürgermeister Heinrich von Heffter die Errichtung eines neuen Westflügels an das im Besitz der Stadt befindliche ehemalige Kloster. Der Barocksaal dieses Heffterbaus mit dem berühmten Hefftergiebel wurde 1709 zum neuen Standort der Ratsbibliothek. Dort überstand sie auch die Zerstörung der Stadt im Jahre 1757 unversehrt, während das im Rathaus untergebrachte Ratsarchiv verloren ging. Auch im 18. und 19. Jahrhundert wurde die Sammlung wesentlich erweitert. Zu ihren Erwerbungen gehörten unter anderem die Nachlässe von Christian Adolf Pescheck, Carl Gottlob Moráwek (1816–1896), Alfred Moschkau, Moritz Oskar Sauppe (1844–1928) und Johann Carl Heffter.
In der Mitte des 20. Jahrhunderts wurde das Gebäude sanierungsbedürftig. Die notwendigen Arbeiten wurden durch den Zweiten Weltkrieg verhindert und nach Kriegsende nicht durchgeführt. Im Jahr 1951 wurde die Ratsbibliothek mit der Volksbücherei vereinigt und aus dem Heffterbau in ein ehemaliges Bankhaus auf der Bahnhofstraße ausgelagert. Seit 1954 trägt die Bibliothek den Namen Christian-Weise-Bibliothek. Zwischen 1978 und 1984 leitete der Schriftsteller Klaus Günzel den aus der Ratsbibliothek hervorgegangenen Altbestand. Zwischen 1986 und 1987 verschwanden mehrere wertvolle historische Stücke der Bibliothek. Dabei handelte es sich um von der Kommerziellen Koordinierung veranlasste Diebstähle, um die Stücke gegen Devisen in die Bundesrepublik zu verkaufen.
Nach 1990 kam die Bibliothek zunächst in die Trägerschaft der Stadt Zittau zurück und wurde von ihr dem Landkreis übertragen. Auf dem Kasernengelände der aufgelösten Offiziershochschule der Landstreitkräfte der NVA in Zittau erfolgte der Umbau eines Gebäudes zum Kreisarchiv. In diesem Hause befindet sich seit 2001 auch der wissenschaftliche Altbestand. Die öffentliche Leihbibliothek zog 2002 in den sanierten Marstall und der Standort Bahnhofstraße wurde aufgegeben. Zum 1. Januar 2004 wurde die Bibliothek privatisiert und in die kreiseigene Kultur- und Weiterbildungsgesellschaft mbh Löbau-Zittau eingegliedert. Dadurch fiel auch die öffentliche Unterstützung des Bibliotheksjournals weg, das nach 30 Heften sein Erscheinen einstellen musste. Die Reihe wird seit 2004 unter dem neuen Titel Oberlausitzer Heimatblätter beim Oberlausitzer Verlag fortgeführt.

## Bestand (Auswahl)
- Zittauer Missalien
- Majestätsbrief (einzige beglaubigte Abschrift nach dem zerschnittenen Original)
- Codex Zittaviensis

## Publikationen
- Christian Weise : 1642–1708 ; Gedenken anlässlich seines 350. Geburtstages ; [Festschrift]. Redaktion: Benedikt Sommer. Zittau: Christian-Weise-Bibliothek, 1993. 39 S.
- Die Zittauer Missalen : Ausstellung im Kapitelsaal der Städtischen Museen Zittau ; [Schätze mittelalterlicher Buchmalerei ; ein Begleitheft zur Ausstellung]. Zittau: Christian-Weise-Bibliothek, 1997. 23 S.
- Christian Weise : zum 290. Todestag am 21. Oktober 1998. Hrsg. von Uwe Kahl. Zittau: Christian-Weise-Bibliothek, Wiss. und Heimatgeschichtlicher Altbestand, 1998. 62 S.
- Bibliotheksjournal der Christian-Weise-Bibliothek Zittau : Quellenforschung, Historisches, Bibliographisches und Biographisches aus Zittau und der Oberlausitz. Zittau: Christian-Weise-Bibliothek, 1998–2003, Heft 1–30.
- Bibliotheksjournal. Quellenforschung, Historisches, Bibliographisches, und Biographisches aus Zittau und der Oberlausitz, Heft 1–30, 1998–2003.